# Схакумидов, Масхуд Нохович
Масхуд Нохович Скахумидов (15 февраля 1916 — 24 октября 1971) — Полный кавалер ордена Славы. Командир отделения артиллерийской разведки батареи 239-й стрелковой дивизии, 67-я армия, Ленинградский фронт.

## Биография
Родился 15 февраля 1916 года в ауле Панахес ныне Тахтамукайский район, Республика Адыгея в семье крестьянина. Адыг (черкес). Окончил 7 классов. Работал на нефтепромыслах Северского района Краснодарский край, в колхозе аула Панахес и бригадиром в совхозе «Агроном» в Динском районе Краснодарского края.

### Великая Отечественная война
В РККА с 3 июля 1941 года, призван Пластуновским РВК, Краснодарский край. В действующей армии с апреля 1942 года. Воевал артиллерийским разведчиком на Западном, Волховском , 3-м Прибалтийском, Ленинградском фронтах.
14-15 января 1944 года в бою северо-восточнее Новгорода командир отделения разведки 688-го артиллерийского полка 239-й стрелковой дивизии, 59-я армия, Волховский фронт сержант Схакумидов выдвинулся впереди боевых порядков пехоты, выявил огневые точки противника: миномётную батарею, противотанковое орудие, 2 пулемёта, которые по его целеуказаниям были подавлены огнём батареи. 19.01.1944 г. в 10 км западнее Новгорода подавил огневую точку, истребил несколько солдат. Взял в плен гитлеровца. 8 февраля 1944 года приказом командира 239-й стрелковой дивизии награждён орденом Славы 3-й степени.
Позже ошибочно был обвинён в дезертирстве в соседнюю часть «катюш», исключён из ВКП(б), лишён награды, разжалован в рядовые, направлен на 3 месяца в штрафную роту.
В боях 12-29 июля 1944 года, в ходе Псковско-Островской наступательной операции, красноармеец рядовой приданной 291-й стрелковой дивизии 116-го стрелкового корпуса 31 отдельной штрафной роты 67 армии 3-го Прибалтийского фронта Схакумидов Масхуд Нохович атаковал с тыла противника, вызвал огонь на себя, проник в тыл врага, внезапным огнём из автомата посеял панику в его рядах, чем дал возможность штрафной роте захватить село.
5 августа 1944 года приказом командира 291-й стрелковой дивизии Схакумидов Масхуд Нохович  награждён орденом Славы 3-й степени. В этот же день с него снята судимость, досрочно освобождён, восстановлен в звании и направлен в 690-й армейский истребительно-противотанковый артиллерийский Лужский Краснознамённый полк старшиной 4-й батареи капитана Ф. И. Комарова.
11.6.1945 года за мужество и отвагу, совершённые сержантом М. Схакумидовым 14 января 1944 года в составе 668-го артиллерийского полка в районе Новгорода в ходе Новгородско-Лужской операции приказом по 67-й армии награждён орденом Славы 2 степени.

### Послевоенные годы
В мае 1946 года старшина Схакумидов М. Н. демобилизован. Вернулся в Крымск.
С 1953 года работал бригадиром полеводческой бригады в винсовхозе" Саук-Дере" в посёлке Виноградный. Избирался депутатом поселкового Совета народных депутатов. Принимал активное участие в военно-патриотическом воспитании молодёжи.
Указом Президиума Верховного Совета СССР от 19 августа 1955 года отменён приказ по 291-й сд и перенаграждён орденом Славы 1 степени.
Член КПСС с 1957 года.
Умер 24.10.1971 в посёлке Виноградный. Похоронен в ауле Панахес Тахтамукайский район, Республика Адыгея.

## Награды
- Орден Славы I степени
- Орден Славы II степени[3]
- Орден Славы III степени[1][2]
- Орден Октябрьской Революции
- Медаль За отвагу
- Медаль За оборону Ленинграда (2.5.1943)
- Медаль «За победу над Германией в Великой Отечественной войне 1941—1945 гг.»
- Медаль «Двадцать лет победы в Великой Отечественной войне 1941-1945 гг.»
- Медаль «За трудовую доблесть»
- Медаль «В ознаменование 100-летия со дня рождения Владимира Ильича Ленина»

## Память
- Имя Героя высечено золотыми буквами в зале Славы Центрального музея Великой Отечественной войны в Парке Победы города Москвы.
- В ауле Тахтамукай установлен бюст земляку Схакумидову М.